# الذنوب (المحويت)

تعديل مصدري - تعديل

الذنوب هي إحدى قرى عزلة ثامر بمديرية المحويت التابعة لمحافظة المحويت، بلغ تعداد سكانها 157 نسمة حسب تعداد اليمن لعام 2004.